# Ryszard Sobczak
Ryszard Tadeusz Sobczak (Zgorzelec, 2 de noviembre de 1967) es un deportista polaco que compitió en esgrima, especialista en la modalidad de florete.
Participó en  Juegos Olímpicos de Verano, obteniendo en total dos medallas (ambas en la prueba por equipos), plata en Atlanta 1996 (junto con Adam Krzesiński, Jarosław Rodzewicz y Piotr Kiełpikowski) y una de bronce en Barcelona 1992 (con Marian Sypniewski, Piotr Kiełpikowski, Adam Krzesiński y Cezary Siess), y el cuarto lugar en Sídney 2000, también por equipos.
Ganó cuatro medallas en el Campeonato Mundial de Esgrima entre los años 1990 y 1998, y una medalla de plata en el Campeonato Europeo de Esgrima de 1998.

## Palmarés internacional
| Juegos Olímpicos   | Juegos Olímpicos          | Juegos Olímpicos  | Juegos Olímpicos    |
| Año                | Lugar                     | Medalla           | Prueba              |
| ------------------ | ------------------------- | ----------------- | ------------------- |
| 1992               | Barcelona (España)        | Medalla de bronce | Florete por equipos |
| 1996               | Atlanta (Estados Unidos)  | Medalla de plata  | Florete por equipos |
| Campeonato Mundial |                           |                   |                     |
| Año                | Lugar                     | Medalla           | Prueba              |
| 1990               | Lyon (Francia)            | Medalla de plata  | Florete por equipos |
| 1993               | Essen (Alemania)          | Medalla de bronce | Florete por equipos |
| 1995               | La Haya (Países Bajos)    | Medalla de bronce | Florete por equipos |
| 1998               | La Chaux-de-Fonds (Suiza) | Medalla de oro    | Florete por equipos |
| Campeonato Europeo |                           |                   |                     |
| Año                | Lugar                     | Medalla           | Prueba              |
| 1998               | Plovdiv (Bulgaria)        | Medalla de plata  | Florete por equipos |